# Chill guy
Chill guy (‘opušten tip’), poznat i kao My new character (‘moj novi lik’), digitalan je crtež i internetski mem koji je ilustrator Phillip Banks isprva objavio na Twitteru 4. listopada 2023. godine. Crtež se sastoji od antropomorfna psa koji nosi sivi džemper, plave traperice i crvene tenisice, odajući smiren (chill) izraz lica, smiješeći se s rukama u džepovima. Iako je crtež imao nekog uspjeha prvotnom objavom, postao je »viralan« tek nekih godinu dana kasnije, 30. kolovoza 2024. godine, kada je jedan korisnik TikToka napravio slideshow s crtežom, kombinirajući ga s drugim popularnim memovima. Sljedećih su dana slični memovi skupljali desetke milijuna pregleda, privlačeći pažnju većih korporacija, uključujući franšizu videoigara Halo i europskog distributera Spritea, koji su crtež uporabili u svojim promocijama.
Crtež je postao »viralan« drugi put 20. studenog 2024. godine, uglavnom na TikToku, nadahnjujući meme coin kriptovalutu $CHILLGUY. Kriptovaluta je brzo porasla na tržišnu kapitalizaciju od 488 milijuna američkih dolara, djelomično potaknuta objavom salvadorskog predsjednika Nayiba Bukelea na Twitteru u znak podrške valuti. Rezultirajuća popularnost kriptovalute i neovlašteno korištenje umjetničkog djela za tržišnu dobit doveli su do toga da Banks postavi autorska prava na umjetničko djelo i objavi uklanjanje »neovlaštene uporabe i shitcoina« koji služe isključivo zaradi, ne uključujući fanart ili brandove koji ga koriste u objavama. Nakon objave, kriptovaluta je pala na otprilike polovicu vrijednosti, a Banks je naknadno doživio doxing, što ga je navelo da svoj račun na Twitteru zaključa kako bi izbjegao daljnje uznemiravanje.